# Devise en or numérique
Une devise en or numérique (ou DON) est une monnaie privée utilisée dans des transactions électroniques, théoriquement gagée sur une quantité équivalente en or conservée dans un endroit sûr.
La plus ancienne devise en or numérique a été créée en novembre 1996 par e-gold Ltd. En janvier 2007, les réserves des émetteurs de devises en or numérique étaient de 9,5 tonnes d'or.
Les prestataires de ce service se rémunèrent par des droits de garde et/ou des commissions sur les transactions, d'un montant qui varie d'une société à l'autre.
Toutes les devises numériques ont disparu dans les années 2000 ou 2010, parfois à la suite de faillites frauduleuses. 